# Арсланов, Амир Султанович
Амир Султанович Арсланов (25 сентября 1926 — 23 февраля 1987) — живописец, заслуженный художник Башкирской АССР (1986).

## Биография
Амир Султанович Арсланов родился в 1926 году в деревне Кальшали Туймазинского района БАССР. Отец работал кузнецом. В семье было десять детей. Мать рано умерла.
Амир в 1941 году поступил в Белебеевское педучилище, но не закончил его. В 17 лет его призвали в армию. В 1944 году он возил снаряды на передовую, затем служил стрелком стрелковой дивизии II Прибалтийского фронта. Прошел с боями Латвию, Литву, Эстонию. Войну закончил на передовой в г. Шауляе. После этого служил пять лет в Ленинграде, в Гатчине.
После службы, в 1950 году, Арсланов поступил учиться на художественное отделение училища искусств в Уфе. В 1955 году он окончил училище и уехал работать в город Октябрьский . Здесь Арсланов нарисовал много произведений. Здесь он жил до 1975 года.
Творческая деятельность Амира Султановича была разнообразной. Он рисовал портреты, пейзажи, жанровые полотна.
Член Союза художников с 1963 года. Скончался 23 февраля 1987 года в Уфе.
Картины художника хранятся в Башкирском художественном музее им. М. Нестерова, частных коллекциях.

## Выставки
- С 1958 года Арсланов Амир Султанович принимал участие на всех республиканских выставках, г. Уфа.
- Зональные выставки «Урал социалистический»: Свердловск, 1964; Пермь, 1967; Челябинск, 1969.
- Персональная выставка, Уфа, 1970.
- Выставка произведений художников автономных республик Российской федерации, Москва, 1971.
- Персональная выставка, Октябрьский, 1975.

## Основные работы
Мать, 1958. Дорога, 1958. Осенний день, 1958. Весенний городской пейзаж, х. м., 1958. Пасмурный день, х. м., 1959. Портрет пионерки, х. м., 1959. Женский портрет, 1961. Доярка, 1960. Нефтяник, 1961. Портрет тракториста, х. м., 1960. Мальчик, х. м., 1961. Портрет монтажника, х. м., 1963. Салават Юлаев, х. м., 1963. Портрет старого конюха, х. м., 1964. Портрет старого большевика-революционера Шагиахметова, х. м., 1970. Сказ об Урале, х. м., 1967. Октябрьский строится, х. м., 1968. Заслуженный хирург республики Кривошеев, х. м., 1969. Заслуженный нефтяник Р. Халафеев, 1971. Весна на ферме, х. м., 1972. Утро Нарыш-Tay, х. м., 1973. Поэт Тимер Арсланов, х. м., 1973. Хлебороб, х. м., 1973. Солдат тыла, х. м., 1975. Портрет Героя Советского Союза начальника аэропорта в г. Октябрьском Н. И. Дехтеря, х. м., 1975. Портрет Героя Советского Союза и Героя Социалистического труда, заслуженного нефтяника Р. Нуркаева, х. м., 1975. Полдень, х. м., 1976. Общественный лектор, участник Великой Отечественной войны, Ш. Тухватуллин, х. м., 1977.
Серию работ Арсланов посвятил А. С. Пушкину («А. С. Пушкин в окрестностях Белогорской крепости» (1986 г.)). В 1978 году Амир Султанович написал свою лучшую картину «Лев Толстой в степях Башкирии».

## Награды
- Медаль «За отвагу» (1944)
- Медаль «За победу над Германией в Великой Отечественной войне 1941—1945 гг.» (1946)
- Памятная медаль участника выставки произведений художников 16-ти автономных республик (1971)
- Орден Отечественной войны II степени (1985)